# فرهنگستان علوم استرالیا

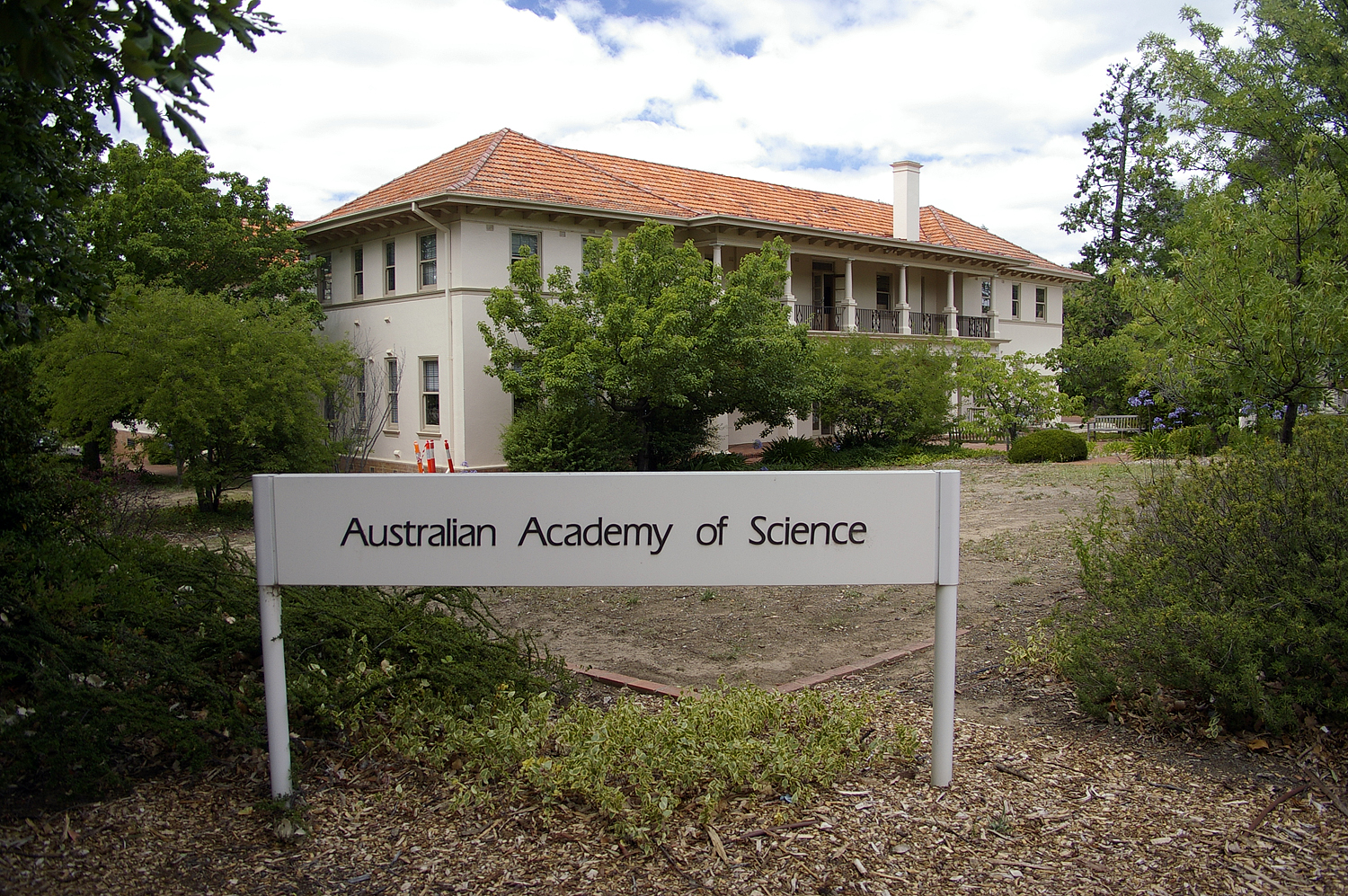
خانه یان پاتر

فرهنگستان علوم استرالیا در سال ۱۹۵۴ توسط گروهی از استرالیایی‌های برجسته از جمله اعضای استرالیایی انجمن سلطنتی لندن تأسیس شد. اولین رئیس این فرهنگستان سر مارک الیفانت بود. این آکادمی از انجمن سلطنتی الگوبرداری شده و تحت منشور سلطنتی فعالیت می‌کند. آکادمی علوم استرالیا، یک نهاد مستقل اما دارای تأیید دولت است. دبیرخانه آکادمی در کانبرا، در شاین دام قرار دارد.
اهداف این آکادمی ارتقاء و آموزش علوم از طریق طیف وسیعی از فعالیت‌ها است. این چهار حوزه اصلی برنامه تعریف کرده‌است:
- شناخت سهم برجسته در علم
- آموزش و آگاهی عمومی
- سیاست علمی
- روابط بین‌المللی

این آکادمی همچنین ۲۲ کمیته ملی علمی را اداره می‌کند که برای بحث در مورد موضوعات مربوط به کلیه رشته‌های علمی در استرالیا، تشکیل می‌شوند.

## شروع به کار
شورای تحقیقات ملی استرالیا (ANRC) به منظور نمایندگی استرالیا در شورای تحقیقات بین‌المللی در سال ۱۹۱۹ تأسیس شد. این شورا در سال ۱۹۵۴ متوقف شد و آکادمی علوم استرالیا جایگزین آن دامشد.

## گنبد شاین

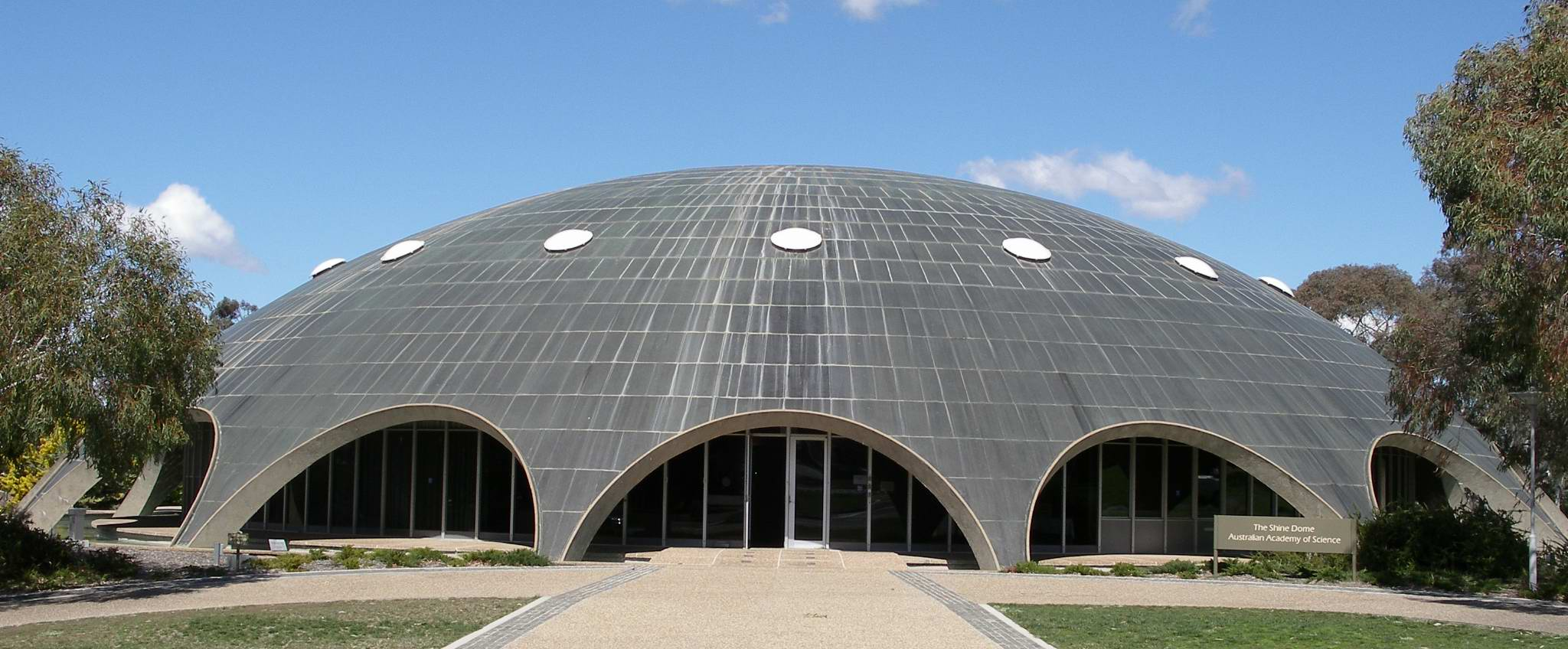
گنبد شاین (درخشش)

شاین دام (Shine Dome) که پیش تر با نام خانه بکر (Becker House) شناخته می‌شد، یکی از مکانهای دیدنی مشهور کانبرا است که به دلیل ساختار غیرمعمول آن برجسته شده‌است و به عنوان «سفارت مریخ» از آن یاد می‌شود. این لقب گویای شکل این بناست و نیز بیانگر این واقعیت است که کانبرا خانه سفارتخانه‌های خارجی در کشور استرالیاست. این بنا توسط معمار سر روی گراندز طراحی شده‌است. هنگام تکمیل در سال ۱۹۵۹ گنبد بنا با قطر ۴۵٫۷۵ متر، بزرگترین گنبد استرالیا بود.

## آموزش
آموزش علوم یک تعهد اصلی آکادمی علوم استرالیا است. فعالیت‌های فعلی شامل پروژه‌های زیر است:
- ارتباطات اساسی
- علم با عمل
- Nova: علم برای ذهنهای کنجکاو
- reSolve: ریاضیات توسط Enquiry
- جزوه‌های علمی
- Brain Box

## اعضای فرهنگستان
اعضای آکادمی علوم استرالیا از حدود ۵۰۰ دانشمند برجسته استرالیایی تشکیل شده‌است. انتخاب دانشمندان عضو بر اساس نظرات افراد هم رشته‌است. ممکن است هر سال بیست عضو جدید انتخاب شوند.
افراد همراه با حروف FAA (عضو آکادمی علوم استرالیا) پس از نام آنها مشخص می‌شوند.

### یاران بنیاد
هنگامی که آکادمی در سال ۱۹۵۴ تأسیس شد، ۲۴ عضو وجود داشت، معروف به بنیاد یاران:
| نام                     | رشته                                       |
| ----------------------- | ------------------------------------------ |
| کیت ادوارد بولن         | ریاضیات و ژئوفیزیک                         |
| فرانک مک فارلین برنت    | ویروس‌شناسی و ایمونولوژی (برنده جایزه نوبل) |
| دیوید گاتری گیر         | ژنتیک                                      |
| توماس مک فارلند گیلاس   | ریاضیات                                    |
| ایان کلونیز راس         | انگل‌شناسی و مدیریت علمی                    |
| ادموند آلفرد کورن       | آمار                                       |
| جان اکلز                | علوم اعصاب (برنده جایزه نوبل)              |
| ادوین شربون هیلز        | زمین‌شناسی                                  |
| لئونارد هاکسلی          | فیزیک                                      |
| ریموند جیمز وود لو فیور | علم شیمی                                   |
| ماکس رودولف لمبرگ       | بیوشیمی                                    |
| هدلی رالف مارستون       | بیوشیمی                                    |
| لسلی مارتین             | فیزیک                                      |
| دیوید فوربس مارتین      | فیزیک                                      |
| داگلاس ماوسون           | زمین‌شناسی                                  |
| الکساندر جان نیکلسون    | ذات‌شناسی                                   |
| مارک الیفانت            | فیزیک                                      |
| جوزف لید پاوی           | رادیوفیزیک و نجوم                          |
| جیمز آرتور پرسکات       | علم کشاورزی                                |
| دیوید ریوت              | علم شیمی                                   |
| اتاق توماس جرالد        | ریاضیات                                    |
| سیدنی ساندرلند          | علوم اعصاب                                 |
| اسکار ورنر تیگز         | باغ وحش                                    |
| ریچارد وان در ریت وولی  | ستاره‌شناسی                                 |

## سایر انجمن‌های علمی
سه انجمن علمی دیگر در استرالیا وجود دارد، علوم انسانی (آکادمی علوم انسانی استرالیا)، علوم اجتماعی (آکادمی علوم اجتماعی در استرالیا) و علوم فنی و مهندسی (آکادمی علوم فنی و مهندسی استرالیا). این چهار آکادمی از طریق شورای انجمن‌های علمی استرالیا که در سال ۲۰۱۰ تشکیل شد، همکاری می‌کنند.